# 金风铃
金风铃，又名、黃鐘木或伊蓓樹，为紫葳科汉氏风铃木属的一种，是巴西的一种常绿植物，也是巴西的国树。
其种加词“chrysotrichus”意为“具金色毛的”。

## 形态
黃花風鈴木可长至25至35英尺（一英尺≈30.5厘米）高，其分支可蔓延到25至35英尺长。它的色彩是一种非常华丽的金黄色，春天开黃色的花。这些花具有丰富的花蜜，因此该树是一种很有用的蜜源植物。虽然该花不是特别受蜂鸟喜欢，不过闪亮翠腹蜂鸟（学名：Chlorostilbon lucidus）和白喉蜂鸟（学名：Leucochloris albicollis）喜欢这种花超过了其他风铃木属植物。
黃花風鈴木种植在巴西室外，作为行道树和园林树木。美国农业部将它抗寒区列为10到11，中度耐旱。
它与另一种同族植物赭色花風鈴木（学名：Tabebuia ochracea）非常相似，经常被混淆。

## 照片
- 花的特写
- 果实
- 樹幹

## 外部連結
- Tabebuia chrysotricha, Golden Trumpet Tree （页面存档备份，存于）
- Tabebuia chrysotricha / Handroanthus chrysotrichus (Yellow trumpet tree) - JCU
- Tabebuia chrysotricha - Golden Trumpet Tree - Plant Finder- Sunset.com